# Sun Yat-sen Universiteit (Guangdong)
De Sun Yat-sen-universiteit is een openbare universiteit met de hoofdvestiging in Guangzhou in de Chinese provincie Guangdong.
De universiteit werd in 1924 opgericht door Sun Yat-sen, grondlegger van het republikeinse China en initiator van de eraan voorafgaande Xinhai-revolutie.
De universiteit kent campussen op verschillende locaties: de Zuhai-, Zuid-, Noord- en Oostcampus.